# Engleska književnost
Engleska književnost, obično pojam za sva književna djela nastala na engleskom jeziku na Britanskom Otočju, uključujući  i Irsku, od 7. stoljeća nove ere do suvremenog doba. Književnosti nastale na engleskom jeziku izvan Britanskog Otočja se zasebno proučavaju u sklopu američke, australske, kanadske i novozelandske književnosti.

## Staroengleska književnost (do 1066.)
Iz najstarijeg doba anglosaske književnosti potječu narativna pjesma „Widsith“ o legendarnim plemenima, dvorovima i kraljevstvima, elegijske pjesme „Lutalac“ (The Wanderer) i „Pomorac“ (The Seafarer) o udaljenosti od doma, samoći i pogibelji na moru i druge. 
Epska pjesma Beowulf je najstariji i najveći spomenik čitavog germanskog pjesništva, i najstariji junački ep nastao u zapadnoj Europi nakon razdoblja klasične antike. Ima više od 3000 stihova. Autor je nepoznat. Nastao je vjerojatno oko 8. stoljeća, a sačuvan u rukopisu iz 10. stoljeća. Beowulf je nećak kralja Hygelaca, junak iz plemena Gaeta s područja današnje južne Švedske. Dolazi u pomoć danskom kralju Hrothgaru čije kraljevstvo i podanike napada čudovište Grendel, a zatim i Grendelova majka. Beowulf ih oboje pobjeđuje. Vraća se kući i postaje kraljem. Nakon duge sretne vladavine zmaj napada i njegovu zemlju te mu se Beowulf suprotstavlja s grupom mladih ratnika. U borbi pogiba, iako uspijeva nadvladati zmaja. Cjeloviti Beowulf je na hrvatskom jeziku objavljen 2001. u izravnom prepjevu Mate Marasa sa staroengleskog. Ova su djela nastala na bitno drukčijoj verziji engleskoga od današnje pa su kao književno štivo dostupna uglavnom užem krugu stručnjaka koji ih proučava.
Dolaskom kršćanstva u poeziju na engleskom tlu ulaze biblijski motivi i legende (»Egzod«, »Judit«, »San o križu«, »Krist«). Javlja se nova škola koju predvode pjesnici Caedmon i Cynewulf.
Kralj Alfred Veliki (kraj 9. st.) udara temelje engleskoj prozi svojom redakcijom »Anglosaske kronike«. S latinskog je preveo i djela Orozija (»Povijest protiv pogana«), Boetija (»O utjehi filozofije«) i Bede (»Crkvena povijest naroda Angla«). Njegovi nastavljači u 11. stoljeću su Aelfric i Wulfstan.
Ukupno je iz staroengleskog (anglosaskog) razdoblja sačuvano oko 400 rukopisa. Među njima su propovjedi i priče o životima svetaca, prijevodi Biblije i crkvenih spisa, anglosaske kronike i povijesno-narativni spisi, zakoni, oporuke i drugi pravni dokumenti, zapisi iz područja gramatike, medicine i geografije, te poezija. 

## Srednjoenglesko razdoblje (1066. – 1485.)
Nakon bitke kod Hastingsa (1066.) Normani osvajaju Englesku s juga. Donose francuski jezik i kulturu. Počinje široki proces stapanja Normana i Anglosasa u budući engleski narod. U iduća dva stoljeća dva se jezika teže usuglasiti i integrirati. Javlja se dvojezičnost i različiti procesi konsolidacije. Na francuskom se u Engleskoj piše i čita od 12. stoljeća do kasnog 14. stoljeća, a istovremeno od 1204. normanski osvajači usvajaju engleski identitet i jezik. U engleski ulazi sve više francuskih riječi. Takav se engleski profilira kao jezik na kojem se izdaju knjige i na kojem čitaju tadašnji učeni krugovi čitatelja. London se etablira kao glavni grad. U formiranju londonskog dijalekta jači su utjecaji sa sjevera (iz sveučilišnih gradova Oxforda i Camebridgea, te s područja Midlandsa) nego s juga.
Ranija djela su nabožnog tipa: »Ormulum«, »Handlyng Synne«, »Pravila za isposnice«. Velški crkvenjak Geoffrey of Monmouth piše fiktivnu »Povijesti kraljeva Britanije« na latinskom jeziku (vjerojatno oko 1136). U njoj zaokružuje keltske legende o kralju Arturu i vitezovima Okrugloga stola, temu koja je stalno prisutna u engleskoj književnosti. Te legende dalje obrađuju normanski pisac Wace na francuskom jeziku (»Geste des Bretons«), a na engleskome Layamon, koji u epu »Brut« osim o Arturu pjeva i o drevnim britanskim kraljevima Cymbelineu i Learu, čiji lik će kasnije preuzeti Shakespeare za svoju glasovitu tragediju Kralj Lear. S pojavom Layamona početkom 13. stoljeća u engleskoj književnosti se postupno učvršćuje i koncept autora. “Brut” je prvi nacionalni spjev na engleskom jeziku. Layamon je preuzeo temu od Wadea i građu iz drugih izvora, te sastavio ep o postanku Britanije kroz dva stoljeća između odlaska Rimljana i pojave prvih britanskih kultura.
U 13. stoljeću nastaju prva crkvena prikazanja, ali i svjetovna lirika (»Pjesma kukavice« i »Sova i slavuj«), satire, moralne propovijedi i humoristične anegdote. Francuski utjecaji očituju se kroz ulazak ljubavnih tema u književnost, što naročito potječe iz provansalske tradicije trubadura koji su pjevali o udvaranju nedostižnoj, idealiziranoj dami. Počinju se slaviti “ženske” vrline strpljenja, čekanja, ljepote i vjernosti (što potječe od antičkog mitskog lika Penelope). Velik utjecaj u formiranju kanona i načina obrade ljubavne tematike i žene je izvršio francuski “Le Roman de la Rose”.
Autori srednjoengleskog razdoblja nisu nužno uvijek pisali na engleskom. Francuski i latinski jezik i dalje su prisutni kao jezici na kojima se piše, i to francuski posebno na dvoru, a latinski u crkvenim redovima.
Jači zamah u književnosti događa se više od stotinu godina nakon nastanka Layamonovog Bruta. Sredinom 14. stoljeća se javljaju prvi engleski autori u modernom smislu. William Langland (oko 1330. – 1400.) u spjevu »Piers Orač« (Piers Plowman) ujedinjuje engleske tradicije s francuskim utjecajima. U spjevu prikazuje pokvarenost crkvenih i dvorskih krugova, i patnju siromaha. Iz ovog razdoblja potječe i jedna od najboljih obrada legendi o kralju Arthuru, spjev Gawain i zeleni vitez (Sir Gawain and the Green Knight, oko 1370.) anonimnog autora kojem se pripisuje i autorstvo lirske alegorije »Biserka« (Pearl). Ta su djela još uvijek pisana u aliteracijskom stihu. 
Prvi koji se dosljedno služi rimom umjesto aliteracije je John Gower (oko 1330–1408). Svoje najpoznatije djelo »Ispovijed zaljubljenoga« (“Confessio Amantis”), opsežnu zbirku priča u osmercima, je napisao na engleskom, a ostala djela na latinskom i francuskom.
Prvi pravi pjesnik i jedan od najvećih u engleskoj književnosti je Geoffrey Chaucer (oko 1342–1400). Pisao je gotovo isključivo na engleskom. Rođen je u imućnoj građanskoj obitelji. Nije bio profesionalni književnik – taj se koncept pojavljuje na engleskom tlu nekoliko stoljeća kasnije. Radio je u javnoj službi (na dvoru) i poslom boravio u Kentu, Francuskoj, i dvaput u Italiji, gdje se upoznao s djelom Dantea, Petrarche i Boccaccia. Prevodeći s francuskoga, u englesko pjesništvo unosi francusku metriku. Od Talijana, prvenstveno Boccaccia, preuzima jedanaesterac. Njegov spjev »Troilo i Kresida«, pisan po uzoru na Boccacciov »Filostrato«, je prvi i znameniti engleski roman u stihovima. Glavno Chaucerovo djelo su Canterburyjske priče (The Canterbury Tales), zbirka novela u stihovima. Vjerojatno ju je počeo pisati oko 1387. Radnja je smještena na londonsko područje Chaucerovog doba. Trinaestero ljudi hodočasti iz Southwarka u Canterbury te svatko od njih u odlasku i povratku pripovijeda po dvije priče. Do kraja života Chaucer je napisao manje od četvrtine planiranih priča u kojima je majstorski prikazao niz tema i motiva iz svih slojeva ondašnjeg društva.
U 15. stoljeću književnost u Engleskoj opada, ali se u Škotskoj pod utjecajem Chaucera javlja niz snažnih, originalnih pjesnika (W. Dunbar, škotski kralj Jakov I., R. Henryson i Gawin Douglas). U Engleskoj, oko 1470. Thomas Malory u prozi prepričava francuske i engleske legende o kralju Arturu (oko 1470.) U to doba nastaje i većina pučkih balada.

## Renesansa (1500. – 1660.)
Period renesanse je obilježen otkićem novih kontinenata, velikim interesom za proučavanje antičkih klasika, i rađanjem nove znanosti (N. Kopernik)